# Равшан Ирматов
Равшан Ирматов (узб. Ravshan Sayfiddinovich Ermatov, Равшан Сайфиддинович Эрматов; 9. август 1977) је узбекистански фудбалски судија. Он је тренутно најбољи судија целе Азије. Био је судија на два Светска првенства у фудбалу, 2010. и 2014..